# Główne Dowództwo Wojsk Kierunku Zachodniego
Główne Dowództwo Wojsk Kierunku Zachodniego (ros. Главное командование войск Западного направления, ГКЗН) – dowództwo Sił Zbrojnych ZSRR szczebla strategicznego na teatrze działań wojennych obejmujące środkową i zachodnią Europę.
Główne Dowództwo Wojsk Kierunku Zachodniego zostało utworzone we wrześniu 1984 w Legnicy (w 1991 przeniesione do Smoleńska). Na zachodnim teatrze działań wojennych skupiono ok. 40% potencjału bojowego SZ ZSRR.

## Wojska podporządkowane GD WKZ
- Grupa Wojsk Radzieckich w Niemczech (3 Armia Ogólnowojskowa, 8 i 20 Gwardyjska Armia Ogólnowojskowa, 1 i 2 Gwardyjska Armia Pancerna, 16 Armia Lotnicza)
- Północna Grupa Wojsk Armii Radzieckiej w Polsce (2 dywizje - w czasie wojny 16 Armia Ogólnowojskowa)
- Centralna Grupa Wojsk Armii Radzieckiej w Czechosłowacji (28 Korpus Armijny, 131 Dywizja Lotnictwa Mieszanego)
- Białoruski Okręg Wojskowy (28 Armia Ogólnowojskowa, 5 Gwardyjska Armia Pancerna, 7 Armia Pancerna, 26 Armia Lotnicza, 11 Korpus 2 Armii Obrony Przeciwlotniczej)
- Przykarpacki Okręg Wojskowy (13 i 38 Armia Ogólnowojskowa, 8 Armia Pancerna, 14 Armia Lotnicza, 28 Korpus 2 Armii Obrony Przeciwlotniczej)
- wydzielone wojska Państw Stron Układu Warszawskiego (tylko na wypadek wojny)
  - Wojska Polskiego (Front Polski)
  - Czechosłowackiej Armii Ludowej (Front Czechosłowacki)
  - Narodowej Armii Ludowej NRD (dwa korpusy armijne)
- 4 Armia Lotnicza Rezerwy Naczelnego Dowództwa
- Zjednoczona Flota Bałtycka Układu Warszawskiego
  - Flota Bałtycka
  - Marynarka Wojenna PRL (na wypadek wojny)
  - Marynarka Wojenna NRD (na wypadek wojny)
- 3 Brygada Łączności
- 134 Brygada Łączności
- 284 Samodzielny Węzeł Łączności

| Nazwa związku operacyjnego  | DPanc | DZ | DPD | BDes         | czołgi | tr.opanc | samoloty | śmigłowce | WROT |
| --------------------------- | ----- | -- | --- | ------------ | ------ | -------- | -------- | --------- | ---- |
| Grupa Wojsk w Niemczech     | 9     | 8  | 0   | 6            | 4386   | 5215     | 679      | 350       | 170  |
| Północna Grupa Wojsk        | 1     | 1  | 0   | 0            | 599    | 390      | 202      | 85        | 20   |
| Centralna Grupa Wojsk       | 2     | 3  | 0   | 0            | 1120   | 2505     | 103      | 173       | 90   |
| Białoruski Okręg Wojskowy   | 9     | 3  | 1   | 0            | 3504   | 3096     | 408      | 120       | 124  |
| Przykarpacki Okręg Wojskowy | 3     | 9  | 0   | 0            | 2928   | 3762     | 314      | 120       | 108  |
| Front Polski                | 5     | 8  | 0   | 2            | 3350   | 4855     | 480      | 43        | 64   |
| Narodowa Armia Ludowa NRD   | 2     | 9  | 1   | 1 DPGórskiej | 3100   | 5900     | 307      | 74        | 80   |
| Czechosłowacka Armia Ludowa | 5     | 8  | 0   | 0            | 3035   | 3485     | 363      | 56        | 77   |

Flota Bałtycka (krążowników – 5, niszczycieli – 5, fregat, korwet i okrętów podwodnych – 35, kutrow rakietowych – 103, samolotów – 204, śmigłowców 50).
Marynarka Wojenna NRD (okrętów podwodnych 24, niszczycieli rakietowych – 1, fregat rakietowych 8, kutrów rakietowych 50, fregat 2)
Marynarka Wojenna PRL (niszczycieli rakietowych – 1, okrętów podwodnych – 3).

## Dowódcy GD WKZ
- marszałek ZSRR Nikołaj Ogarkow (1984-1988)
- gen. armii Stanisław Iwanowicz Postnikow (1988-1992).